# Mosquito Coast
Mosquito Coast ist ein US-amerikanischer Spielfilm aus dem Jahr 1986. Er basiert auf dem gleichnamigen Roman des Schriftstellers Paul Theroux.

## Handlung
Der einzelgängerische und exzentrische Erfinder Allie Fox verkauft sein Hab und Gut, da er die moderne Konsumgesellschaft – insbesondere in den USA – ablehnt und mit seinen Erfindungen zu Hause Ablehnung erfährt. Selbst die Erfindung des Prototyps einer Kältemaschine, die aus Wärme Eis herstellt, findet keine Anerkennung. Freudig verlässt er mit seiner Familie die USA zunächst mit dem Auto, dann mit einem Frachtschiff Richtung Honduras – eines der ärmsten Länder Mittelamerikas.
Auf der Überfahrt lernt die Familie einen Missionar und dessen Familie kennen. Die Warnung des Kapitäns, der zufolge das Land kürzlich „in die Steinzeit zurückgefallen“ sei, ermutigt Fox noch. Nach ihrer Ankunft in einer Hafenstadt kauft er einem Deutschen eine „Stadt“ im Regenwald ab. Voller Begeisterung fährt Fox gemeinsam mit dem Kapitän „Mr. Haddy“, seiner Frau und seinen vier Kindern auf einem kleinen Boot in den Regenwald im Nordosten des Landes („Mosquitia“). Die „Stadt“ stellt sich als heruntergekommenes, zugewachsenes Dorf heraus. Ungeachtet dessen beginnt der enthusiastische Fox sogleich mit dem Aufbau einer Fischzucht, eines Wohnhauses und weiterer Infrastruktur.
Schließlich konstruiert der Erfinder eine große Kältemaschine, um die Bewohner mit dem – seiner Meinung nach – Höhepunkt der Wissenschaft zu beglücken: Eis. Es entwickelt sich ein reißender Absatz, für den Fox jedoch kein Geld von den Einwohnern verlangt. Bald darauf fesselt ihn die Idee, einem angeblich unberührten Indianerstamm sein Eis zu präsentieren. Mit Unterstützung seiner Kinder und weiteren Helfern lässt er einen gut verpackten, großen Eisbrocken durch den unwegsamen Dschungel tragen. Als sie bei den Indianern ankommen und Fox sein Geschenk präsentieren will, ist das Eis jedoch vollständig geschmolzen. Eines der Kinder entdeckt einen Weißen im Indianerdorf. Es scheinen Gefangene der Indianer zu sein. Fox erzählt ihnen von seiner Siedlung. Er kündigt den Indianern an, zurückzukommen und Eis zu bringen.
Nach ihrer Rückkehr erfährt Fox, dass in seiner Abwesenheit der Missionar das Dorf besucht und für Unruhe gesorgt hat. Kurze Zeit später stehen drei mit russischen Sturmgewehren bewaffnete Guerilla-Kämpfer im Dorf. Ihre Ankunft versetzt alle in Panik, das friedliche Leben scheint vorüber zu sein. Fox beschließt, möglichst viel vom Dorf niederzureißen, um es für die Störenfriede unattraktiv zu machen. Die Guerilleros sind jedoch ärmliche Verhältnisse gewohnt und lassen sich im Wohnhaus der Familie nieder. Fox wird klar, dass er sie nicht mit Worten loswerden wird. Er richtet daraufhin in der Kältemaschine einen Schlafplatz für die Guerilleros ein, die sich dort schlafen legen. Nachts verbarrikadieren sein ältester Sohn und er den Schlafplatz und starten die Kältemaschine, um die Guerilleros zu vergasen, welche jedoch durch die lauten Geräusche der Maschine geweckt werden und daraufhin versuchen, sich mit ihren Kalaschnikows freizuschießen. Dies führt zur Entzündung der Chemikalien und zur Explosion der Maschine, bei der die Guerilleros den Tod finden. Das Feuer greift letztlich auf das ganze Dorf über und zerstört Fox’ gesamtes Werk. Darüber hinaus verseuchen die Chemikalien aus der Maschine den Fluss und zerstören das Boot von Mr. Haddy.
Schweren Herzens zieht die Familie weiter Richtung Küste. Auf einer Sandbank finden sie angeschwemmtes Treibgut. Fox ist begeistert und will entgegen den Vorstellungen seiner Familie an Ort und Stelle verweilen. Er beginnt erneut mit dem Aufbau einer Schlafstätte, obgleich er diesmal auf Chemikalien und andere Hilfsmittel verzichten möchte. Von Mr. Haddy wird die Familie vor den lebensgefährlichen Tropenstürmen gewarnt, denen sie in ihrer Küstenlage direkt ausgesetzt seien. Fox, zunehmend manisch, ignoriert diese Warnung jedoch mit der Begründung, er lasse sich „doch von einem Wilden“ nichts erzählen. Um die Familie zu retten, übergibt Mr. Haddy Fox’ ältestem Sohn Charlie nachts heimlich Treibstoff und Zündkerzen für den bis dato nicht funktionierenden Bootsmotor. Im folgenden Tropensturm wird die Sandbank gänzlich verwüstet und überflutet. Nur mit größter Mühe und der Hilfe des Bootsmotors kann die Familie vor dem Sturm fliehen und überleben. Fox’ Frau und Kinder wollen hierauf die Küste entlang zu Mr. Haddy oder bevorzugt zurück in die USA reisen, der Erfinder aber ist besessen davon, zurück in den Dschungel zu ziehen. Er erzählt den Kindern die Lüge, dass ein Atomkrieg die USA vernichtet habe. Als er unter Wasser den beschädigten Propeller des Floßes reparieren will und lange nicht auftaucht, beschließt die Familie umzukehren. Als Fox schließlich doch wieder auftaucht und dies mitbekommt, werden die beiden Söhne zur Strafe auf ein Beiboot verbannt. Dort spielen sie mit dem Gedanken einer Ermordung ihres irrational agierenden Vaters.
Zufällig erreicht die Familie eine Missionsstation am Fluss, an der sie ankern. Die Familie verfolgt, wie in einer Kirche die Einwohner per Fernseher nach Fox’ Ansicht einer „Gehirnwäsche“ durch den Missionar unterzogen werden. Die beiden Söhne nehmen nachts heimlich Kontakt zur Tochter des Missionars auf und bitten sie um Hilfe. Tatsächlich überlässt sie ihnen den Schlüssel des Pickups ihres Vaters. Als die Jungen zurück zum Schlafplatz kommen, ist ihr Vater verschwunden. Sie versuchen, die Mutter zu überzeugen, mit dem Pickup aufzubrechen, allerdings sträubt sich diese, ihren Ehemann im Stich zu lassen. Plötzlich schießen Flammen aus dem Kirchturm, und Fox kommt mit einem Benzinkanister aus Richtung der Kirche gerannt, mit der Bemerkung, wohl „versehentlich“ etwas verschüttet zu haben. Dieses Verhalten lässt die Mutter zum Missfallen von Fox umdenken. Die Einwohner und der Missionar werden währenddessen durch das Feuer aufgeschreckt. Der Missionar hört die sich wenig entfernt streitende Familie und schießt mit einem Gewehr auf Fox. Daraufhin flüchtet die Familie mit dem Floß und dem schwerverletzten Vater. Während sie auf dem Fluss hinaus aus dem Dschungel fahren, erliegt Fox seiner Verletzung, umgeben von seiner Familie, und scheint in seinen letzten Augenblicken endlich Frieden zu finden.

## Kritik
„Wort- und kopflastiger politischer Märchenfilm, der am Ende ins Tragikomische umkippt. Die immerhin redliche Botschaft wird nur über die Dialoge transportiert, ihre mangelhafte Umsetzung in Bilder macht den Film langatmig.“

## Auszeichnungen
Der Film wurde für den Golden Globe in den Kategorien beste Filmmusik und bester Hauptdarsteller in einem Drama und für den Young Artist Award in den Kategorien bester junger männlicher Hauptdarsteller bzw. beste junge weibliche Hauptdarstellerin nominiert und gewann in der Kategorie bester junger männlicher Hauptdarsteller durch River Phoenix in der Rolle von Charlie Fox.
Die Deutsche Film- und Medienbewertung FBW in Wiesbaden verlieh dem Film das Prädikat wertvoll.

## Trivia
- Die kleine Rolle der Ma Kennywick übernahm Butterfly McQueen, die 1939 das Hausmädchen Prissy in Vom Winde verweht gespielt hatte.